# Colin McInnes
Colin McInnes (* 18. Juni 1960) ist ein britischer Politikwissenschaftler, der als UNESCO-Professor
an der walisischen Aberystwyth University lehrt und forscht. Sein inhaltlicher Schwerpunkt sind die Internationalen Beziehungen, wobei sich seine Forschungen insbesondere mit globaler Gesundheitspolitik befassen: HIV und AIDS sowie Pandemievorsorge. Er amtierte 2007/08 als Vorsitzender der British International Studies Association (BISA).
Colin war Dozent in der Abteilung für Kriegsstudien an der Royal Military Academy Sandhurst, Gastwissenschaftler am King’s College London und Sonderberater des Verteidigungsausschusses des House of Commons. 2019 war er Berater der Weltgesundheitsorganisation bei der Entwicklung eines Rahmens für die zivil-militärische Zusammenarbeit in Gesundheitsnotfällen. 2022 wurde er in die Learned Society of Wales gewählt.

## Schriften (Auswahl)
- Mit Kelley Lee: Global health and international relations. Polity, Cambridge/Malden 2012, ISBN 978-0-7456-4945-0.
- Spectator-sport war. The West and contemporary conflict. Lynne Rienner Publishers, Boulder 2002, ISBN 1-58826-047-X.
- Hot war, cold war. The British army's way in warfare, 1945–95. Brassey's, London/Washington D.C. 1996, ISBN 1-85753-191-4.
- NATO's changing strategic agenda. The conventional defence of central Europe. Unwin Hyman, London/Boston 1990, ISBN 0-04-445211-X.